# Telésforo Báez
Telésforo Segundo Báez Astudillo (* 16. August 1897 in Valparaíso; † 3. März 1946 ebenda) war ein chilenischer Fußballspieler. Der Stürmer absolvierte sechs Länderspiele für sein Heimatland. 

## Karriere

### Verein
Telésforo Báez spielte mindestens von 1916 bis 1919 für die Santiago Wanderers aus der Hafenstadt Valparaíso.

### Nationalmannschaft
Telésforo Báez spielte beim Campeonato Sudamericano 1919 zwei Spiele. Er debütierte bei der 0:6-Niederlage gegen Brasilien und bestritt ebenfalls das Spiel gegen Uruguay, das Chile mit 0:2 verlor. Chile wurde beim Turnier punktlos Letzter. Dies waren seine einzigen beiden Länderspiele. Einige Quellen behaupten, Báez habe bereits am Campeonato Sudamericano 1916 teilgenommen und dort das erste Tor Chiles erzielte. Hierbei handelt es sich aber um den erst 21-jährigen, in Coquimbo geborenen Ángel Báez.